# 卡頓伍德鎮區 (伊利諾伊州坎伯蘭縣)
卡頓伍德鎮區（英語：Cottonwood Township）是位於美國伊利諾伊州坎伯蘭縣的一個行政鎮區。

## 地方資料
根據2010年美國人口普查的數據，卡頓伍德鎮區的面積為84.60平方千米，當中陸地面積為84.57平方千米，而水域面積為0.03平方千米。當地共有人口509人，而人口密度為每平方千米6.02人。